# Cedr atlaski
Cedr atlaski (Cedrus atlantica) – gatunek drzewa z rodziny sosnowatych. Występuje naturalnie w północno-zachodniej Afryce w górach Atlas. Największy kompleks lasów z cedrem atlaskim w Europie, o powierzchni ok. 800 ha (sztucznie sadzonych, głównie w latach 60. XIX w.), rośnie na zboczach masywu Mont Ventoux w południowej Francji.

## Morfologia

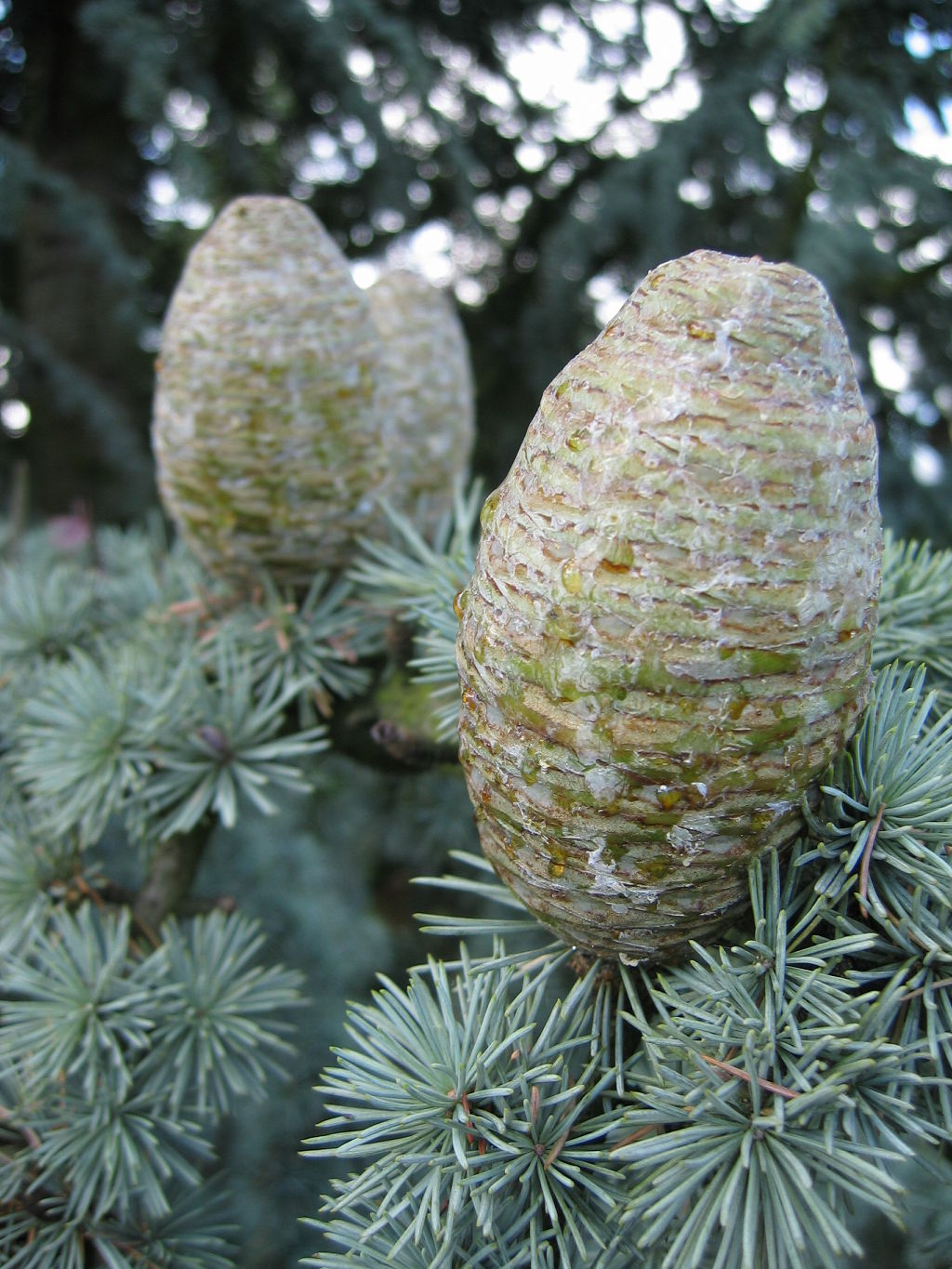
Szyszki i igły

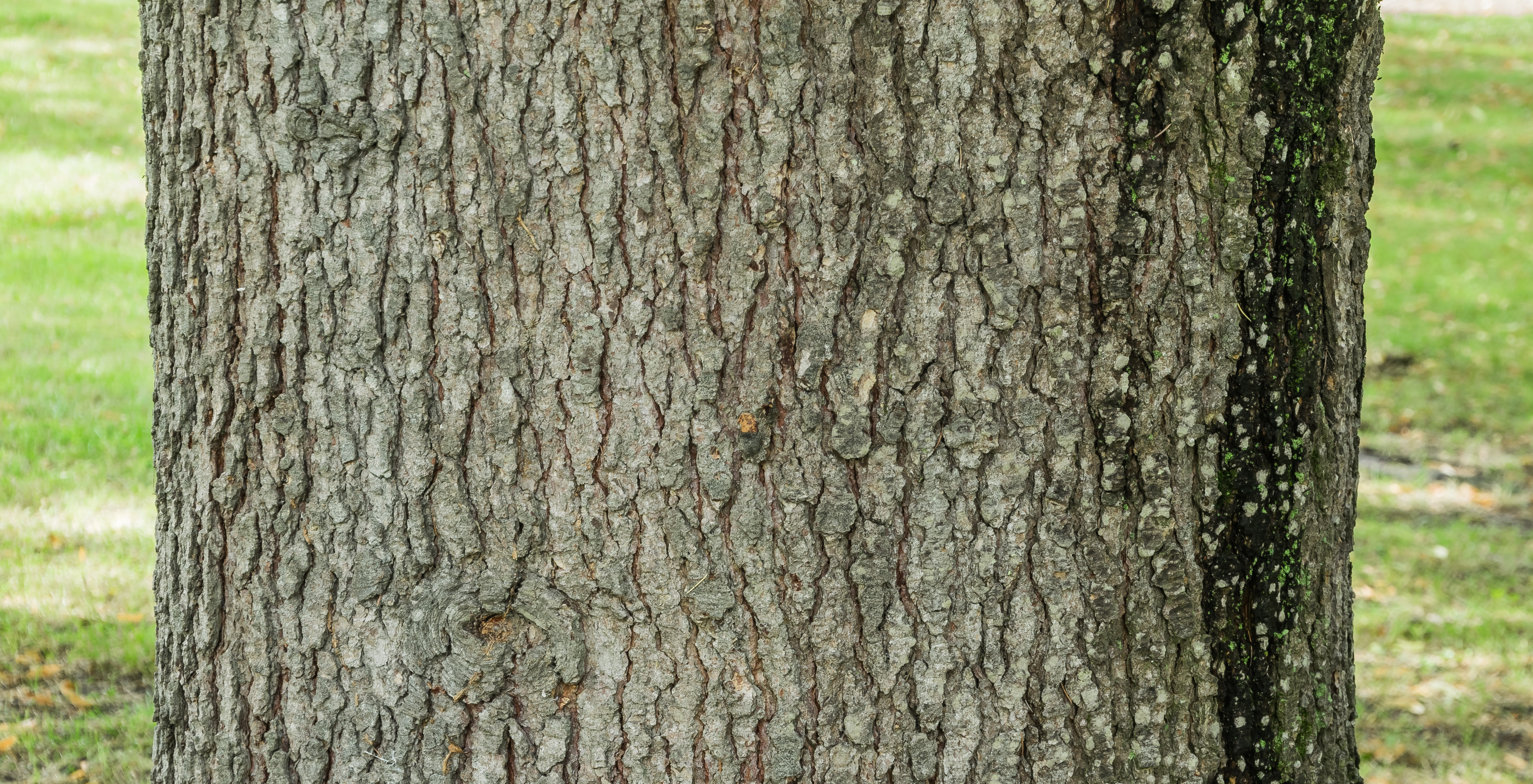
Kora

PokrójRozłożyste drzewo osiągające 25–50 m wysokości.
LiścieIgły niebieskozielone po 30-40 w pęczkach.
KwiatostanyMęskie-żółtobrązowe kotki, żeńskie-zielone, jajowate szyszeczki. Kwitnie w miesiącach wrzesień – październik.
KorowinaSzarobrunatna, bruzdowana, łuszcząca się płytkami.
SzyszkiJasnobrunatne, długości do 7 cm, na wierzchołku wgłębione.

## Zastosowanie
Sadzony jako drzewo parkowe. Udaje się na luźnych, wapiennych, ciepłych glebach. Cenione jest także drewno cedru, trwałe, o pięknej barwie i korzennym zapachu. W starożytności budowano z niego świątynie, statki i sarkofagi.

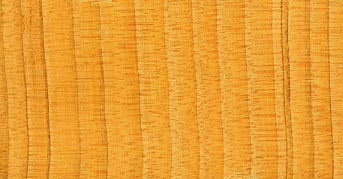
Drewno cedru